# 161
Năm 161 là một năm trong lịch Julius. 

## Sinh
- Lưu Bị (161 -223), Hoàng đế đầu tiên của nước Thục Hán